# Tournoi de clôture du championnat de Colombie de football 2015
Navigation
Tournoi précédent Tournoi suivant
Le tournoi de clôture de la saison 2015 du Championnat de Colombie de football est le deuxième tournoi de la soixante-huitième édition du championnat de première division professionnelle en Colombie. 
Les vingt meilleures équipes du pays disputent le championnat semestriel qui se déroule en deux phases :
- lors de la phase régulière, les équipes s'affrontent une fois plus une rencontre face à une formation du même secteur géographique.
- les huit premiers du classement disputent la phase finale, jouée sous forme de rencontres à élimination directe en matchs aller-retour.

La relégation est décidée en faisant la moyenne des points obtenus lors des trois dernières saisons (2013, 2014 et 2015). Les deux clubs les moins performants sont relégués en Primera B.
C'est l'Atlético Nacional qui remporte le tournoi, après avoir battu en finale l'Atlético Junior. C'est le quinzième titre de champion de l'histoire du club.

## Qualifications continentales
Le vainqueur du tournoi Clôture se qualifie pour la phase de groupes de la prochaine édition de la Copa Libertadores. Un classement cumulé des tournois Ouverture et Clôture offre une autre place à la meilleure équipe non encore qualifiée (la troisième place est détenue par le vainqueur du tournoi Ouverture) et deux places aux équipes suivantes. Enfin, la troisième place en Copa Sudamericana est réservée au vainqueur de la Copa Colombia.

## Les clubs participants
- Atlético Nacional
- Atlético Huila
- Boyacá Chicó
- Cúcuta Deportivo
- Universidad Autónoma del Caribe
- Deportes Tolima
- Deportivo Cali
- Deportivo Pasto
- Envigado FC
- Jaguares de Cordoba
- Independiente Medellin
- Águilas Pereira
- Atlético Junior
- Club Deportivo La Equidad
- Millonarios Fútbol Club
- Once Caldas
- Patriotas FC
- Alianza Petrolera
- Independiente Santa Fe
- Deportivo Tuluá

## Compétition
Le barème utilisé pour établir l'ensemble des classements est le suivant :
- Victoire : 3 points
- Match nul : 1 point
- Défaite : 0 point

### Phase régulière
| Rang | Équipe                          | Pts | J  | G  | N | P  | Bp | Bc | Diff |
| ---- | ------------------------------- | --- | -- | -- | - | -- | -- | -- | ---- |
| 1    | Atlético Nacional               | 45  | 20 | 14 | 3 | 3  | 33 | 7  | +26  |
| 2    | Atlético Junior                 | 36  | 20 | 11 | 3 | 6  | 31 | 23 | +8   |
| 3    | Deportes Tolima                 | 35  | 20 | 10 | 5 | 5  | 23 | 14 | +9   |
| 4    | Independiente Medellín          | 35  | 20 | 10 | 5 | 5  | 23 | 18 | +5   |
| 5    | Once Caldas                     | 34  | 20 | 9  | 7 | 4  | 25 | 14 | +11  |
| 6    | Alianza Petrolera               | 33  | 20 | 9  | 6 | 5  | 18 | 12 | +6   |
| 7    | Deportivo CaliT                 | 32  | 20 | 9  | 5 | 6  | 30 | 28 | +2   |
| 8    | Independiente Santa Fe          | 31  | 20 | 8  | 7 | 5  | 26 | 15 | +11  |
| 9    | Patriotas FC                    | 31  | 20 | 9  | 4 | 7  | 24 | 19 | +5   |
| 10   | Deportivo Pasto                 | 30  | 20 | 9  | 3 | 8  | 25 | 26 | -1   |
| 11   | Millonarios Fútbol Club         | 28  | 20 | 7  | 7 | 6  | 20 | 16 | +4   |
| 12   | Club Deportivo La Equidad       | 28  | 20 | 8  | 4 | 8  | 22 | 27 | -5   |
| 13   | Envigado FC                     | 25  | 20 | 6  | 7 | 7  | 18 | 18 | 0    |
| 14   | Águilas Pereira                 | 24  | 20 | 5  | 9 | 6  | 17 | 16 | +1   |
| 15   | Deportivo Tuluá                 | 24  | 20 | 6  | 6 | 8  | 20 | 20 | 0    |
| 16   | Universidad Autónoma del Caribe | 22  | 20 | 6  | 4 | 10 | 18 | 26 | -8   |
| 17   | Boyacá Chicó                    | 17  | 20 | 4  | 5 | 11 | 10 | 29 | -19  |
| 18   | Atlético Huila                  | 16  | 20 | 3  | 7 | 10 | 12 | 28 | -16  |
| 19   | Cúcuta Deportivo                | 12  | 20 | 3  | 3 | 14 | 15 | 37 | -22  |
| 20   | Jaguares de Cordoba             | 10  | 20 | 2  | 4 | 14 | 18 | 35 | -17  |

### Phase finale
|  | Quarts de finale       | Quarts de finale       | Quarts de finale      | Quarts de finale      |                        |                        | Demi-finales | Demi-finales | Demi-finales | Demi-finales |  |  | Finale | Finale | Finale | Finale |
|  |                        |                        |                       |                       |                        |                        |              |              |              |              |  |  |        |        |        |        |
|  |                        |                        |                       |                       |                        |                        |              |              |              |              |  |  |        |        |        |        |
|  |                        |                        |                       |                       |                        |                        |              |              |              |              |  |  |        |        |        |        |
|  | Once Caldas            | Once Caldas            | 1                     | 1                     |                        |                        |              |              |              |              |  |  |        |        |        |        |
|  | Once Caldas            | Once Caldas            | 1                     | 1                     |                        |                        |              |              |              |              |  |  |        |        |        |        |
|  | Deportes Tolima        | Deportes Tolima        | 0                     | 3                     |                        |                        |              |              |              |              |  |  |        |        |        |        |
|  | Deportes Tolima        | Deportes Tolima        | 0                     | 3                     | Deportes Tolima        | Deportes Tolima        | 0            | 0            |              |              |  |  |        |        |        |        |
|  |                        |                        |                       |                       | Deportes Tolima        | Deportes Tolima        | 0            | 0            |              |              |  |  |        |        |        |        |
|  |                        |                        | Atlético Junior       | Atlético Junior       | 1                      | 1                      |              |              |              |              |  |  |        |        |        |        |
|  | Independiente Santa Fe | Independiente Santa Fe | Atlético Junior       | Atlético Junior       | 1                      | 1                      | 2            | 1            |              |              |  |  |        |        |        |        |
|  | Independiente Santa Fe | Independiente Santa Fe |                       |                       |                        |                        |              | 1            |              |              |  |  |        |        |        |        |
|  | Atlético Junior        | Atlético Junior        | 1                     | 3                     |                        |                        |              |              |              |              |  |  |        |        |        |        |
|  | Atlético Junior        | Atlético Junior        | 1                     | 3                     | Atlético Junior        | Atlético Junior        | 2            | 0 (2)        |              |              |  |  |        |        |        |        |
|  |                        |                        |                       |                       | Atlético Junior        | Atlético Junior        | 2            | 0 (2)        |              |              |  |  |        |        |        |        |
|  |                        |                        | Atlético Nacional tab | Atlético Nacional tab | 1                      | 1 (3)                  |              |              |              |              |  |  |        |        |        |        |
|  | Alianza Petrolera      | Alianza Petrolera      | Atlético Nacional tab | Atlético Nacional tab | 1                      | 1 (3)                  | 0            | 0            |              |              |  |  |        |        |        |        |
|  | Alianza Petrolera      | Alianza Petrolera      |                       |                       |                        |                        |              |              |              |              |  |  |        |        |        |        |
|  | Independiente Medellín | Independiente Medellín | 2                     | 4                     |                        |                        |              |              |              |              |  |  |        |        |        |        |
|  | Independiente Medellín | Independiente Medellín | 2                     | 4                     | Independiente Medellín | Independiente Medellín | 1            | 0            |              |              |  |  |        |        |        |        |
|  |                        |                        |                       |                       | Independiente Medellín | Independiente Medellín | 1            | 0            |              |              |  |  |        |        |        |        |
|  |                        |                        | Atlético Nacional     | Atlético Nacional     | 0                      | 2                      |              |              |              |              |  |  |        |        |        |        |
|  | Deportivo Cali         | Deportivo Cali         | Atlético Nacional     | Atlético Nacional     | 0                      | 2                      | 0            | 1            |              |              |  |  |        |        |        |        |
|  | Deportivo Cali         | Deportivo Cali         |                       |                       |                        |                        |              | 1            |              |              |  |  |        |        |        |        |
|  | Atlético Nacional      | Atlético Nacional      | 0                     | 3                     |                        |                        |              |              |              |              |  |  |        |        |        |        |
|  | Atlético Nacional      | Atlético Nacional      | 0                     | 3                     |                        |                        |              |              |              |              |  |  |        |        |        |        |
|  |                        |                        |                       |                       |                        |                        |              |              |              |              |  |  |        |        |        |        |

### Classement cumulé
| Rang | Équipe                          | Pts | J  | G  | N  | P  | Bp | Bc | Diff |
| ---- | ------------------------------- | --- | -- | -- | -- | -- | -- | -- | ---- |
| 1    | Atlético NacionalClo            | 90  | 48 | 27 | 9  | 12 | 76 | 39 | +37  |
| 2    | Independiente Medellin          | 90  | 50 | 26 | 12 | 12 | 69 | 45 | +24  |
| 3    | Atlético JuniorC                | 81  | 48 | 24 | 9  | 15 | 66 | 48 | +18  |
| 4    | Deportivo CaliOuv               | 79  | 48 | 22 | 13 | 13 | 76 | 62 | +14  |
| 5    | Deportes Tolima                 | 78  | 48 | 22 | 12 | 14 | 61 | 40 | +21  |
| 6    | Millonarios Fútbol Club         | 68  | 44 | 18 | 14 | 12 | 65 | 45 | +20  |
| 7    | Independiente Santa FeCS        | 65  | 42 | 17 | 14 | 11 | 58 | 38 | +20  |
| 8    | Envigado FC                     | 64  | 42 | 17 | 13 | 12 | 42 | 37 | +5   |
| 9    | Once Caldas                     | 60  | 42 | 15 | 15 | 12 | 56 | 49 | +7   |
| 10   | Patriotas FC                    | 58  | 40 | 16 | 10 | 14 | 41 | 37 | +4   |
| 11   | Atlético Huila                  | 57  | 42 | 15 | 12 | 15 | 48 | 55 | -7   |
| 12   | Águilas Pereira                 | 54  | 40 | 13 | 15 | 12 | 39 | 33 | +6   |
| 13   | Club Deportivo La Equidad       | 54  | 40 | 14 | 12 | 14 | 43 | 48 | -5   |
| 14   | Alianza Petrolera               | 53  | 42 | 12 | 17 | 13 | 35 | 4. | +31  |
| 15   | Deportivo Tuluá                 | 45  | 40 | 11 | 12 | 17 | 42 | 45 | -3   |
| 16   | Deportivo Pasto                 | 39  | 40 | 11 | 6  | 23 | 36 | 70 | -34  |
| 17   | Universidad Autónoma del Caribe | 37  | 40 | 9  | 10 | 21 | 31 | 56 | -25  |
| 18   | Boyacá Chicó                    | 34  | 40 | 7  | 13 | 20 | 26 | 58 | -32  |
| 19   | Jaguares de Cordoba             | 31  | 40 | 7  | 10 | 23 | 39 | 67 | -28  |
| 20   | Cúcuta Deportivo                | 27  | 40 | 5  | 12 | 23 | 31 | 70 | -39  |

|  | Qualification pour la Copa Libertadores 2016 (vainqueur d'un tournoi) |
|  | Qualification pour la Copa Libertadores 2016 |
|  | Qualification pour la Copa Sudamericana 2016 |
|  | Relégation directe en Torneo Aguila |
|  | Ouv : Vainqueur du tournoi Ouverture 2015 Clo : Vainqueur du tournoi Clôture 2015 C : Vainqueur de la Coupe de Colombie 2015 CS : Vainqueur de la Copa Sudamericana 2015 |

- En tant que vainqueur de la Copa Sudamericana 2015, l'Independiente Santa Fe se qualifie à la fois pour la Copa Libertadores 2016 et la Copa Sudamericana 2016, pour y défendre son titre.

## Bilan de la saison
| Championnat de Colombie de football 2015 |                                          |
| Champion                                 | Atlético Nacional (15e titre)            |
| Coupes et trophées                       |                                          |
| Vainqueur de la Coupe de Colombie 2015   | Atlético Junior                          |
| Qualifications continentales             |                                          |
| Copa Libertadores 2016                   | Deportivo Cali                           |
| Copa Libertadores 2016                   | Atlético Nacional                        |
| Copa Libertadores 2016                   | Independiente Santa Fe                   |
| Copa Sudamericana 2016                   | Independiente Medellin                   |
| Copa Sudamericana 2016                   | Atlético Junior                          |
| Copa Sudamericana 2016                   | Deportes Tolima                          |
| Copa Sudamericana 2016                   | Independiente Santa Fe (tenant du titre) |
| Promotions et relégations                |                                          |
| Promus en Liga Aguila                    | Atlético Bucaramanga                     |
| Promus en Liga Aguila                    | Fortaleza FC                             |
| Relégués en Torneo Aguila                | Cúcuta Deportivo                         |
| Relégués en Torneo Aguila                | Universidad Autónoma del Caribe          |